# Echipele Campionatului Mondial al Cluburilor FIFA 2009
Campionatul Mondial al Cluburilor FIFA 2009 are loc în Dubai, Emiratele Arabe Unite, de pe 9 decembrie până pe 19 decembrie 2009. Fiecare dintre cele șapte echipe implicate au fost nevoite să trimită o listă cu 30 de jucători provizorii (incluzând cel puțin trei portari) până pe 29 octombrie 2009. Lotul final de 23 de jucători a trebuit să fie trimis până pe 25 noiembrie, iar toți membrii să fie din lista provizorie.

## Al-Ahli
Antrenor:  Mahdi Redha
| Nr. |                       | Poziție | Jucător           |
| --- | --------------------- | ------- | ----------------- |
| 1   | Emiratele Arabe Unite | P       | Yousif Abdulla    |
| 3   | Emiratele Arabe Unite | A       | Saad Surour       |
| 5   | Emiratele Arabe Unite | F       | Mohammed Qassim   |
| 6   | Emiratele Arabe Unite | F       | Khalid Mohamed    |
| 7   | Emiratele Arabe Unite | F       | Obaid Khalifa     |
| 8   | Emiratele Arabe Unite | F       | Ali Abbas         |
| 9   | Brazilia              | A       | Baré              |
| 10  | Emiratele Arabe Unite | A       | Ahmad Khalil      |
| 12  | Egipt                 | M       | Hosny Abd Rabo    |
| 14  | Emiratele Arabe Unite | F       | Bader Yaqoot      |
| 15  | Emiratele Arabe Unite | A       | Ismail Al Hammadi |

| Nr. |                       | Poziție | Jucător             |
| --- | --------------------- | ------- | ------------------- |
| 16  | Emiratele Arabe Unite | F       | Hasan Ali           |
| 20  | Emiratele Arabe Unite | M       | Yousif Jaber        |
| 21  | Emiratele Arabe Unite | A       | Mohamed Fawzi       |
| 23  | Iran                  | M       | Mehrzad Madanchi    |
| 25  | Emiratele Arabe Unite | F       | Abdulla Ahmad       |
| 26  | Emiratele Arabe Unite | M       | Salem Khamis        |
| 29  | Emiratele Arabe Unite | M       | Ali Hussain         |
| 30  | Emiratele Arabe Unite | A       | Mohamed Rashid      |
| 31  | Emiratele Arabe Unite | F       | Waleed Ahmed        |
| 33  | Emiratele Arabe Unite | P       | Saif Yousuf         |
| 35  | Emiratele Arabe Unite | A       | Abdulla Abdulrahman |
| 50  | Emiratele Arabe Unite | P       | Obaid Mohamed       |

## Atlante
Antenor:  José Guadalupe Cruz
| Nr. |           | Poziție | Jucător               |
| --- | --------- | ------- | --------------------- |
| 1   | Mexic     | P       | Gerardo Daniel Ruiz   |
| 2   | Argentina | F       | Miguel Ángel Martínez |
| 3   | Argentina | P       | Federico Vilar        |
| 5   | Mexic     | M       | José Joel González    |
| 7   | Mexic     | M       | Fernando Navarro      |
| 8   | Mexic     | A       | Rafael Márquez Lugo   |
| 9   | Uruguay   | A       | Horacio Peralta       |
| 10  | Argentina | M       | Gabriel Pereyra       |
| 11  | Argentina | M       | Santiago Solari       |
| 15  | Mexic     | F       | Arturo Muñoz          |
| 17  | Mexic     | A       | José Daniel Guerrero  |
| 18  | Mexic     | M       | Christian Bermúdez    |

| Nr. |           | Poziție | Jucător              |
| --- | --------- | ------- | -------------------- |
| 19  | Mexic     | M       | Guillermo Rojas      |
| 20  | Argentina | M       | Andrés Carevic       |
| 21  | Mexic     | F       | Luis David Velázquez |
| 23  | Mexic     | F       | Gerardo Castillo     |
| 26  | Mexic     | F       | Clemente Ovalle      |
| 27  | Mexic     | M       | Luis Ángel Carrillo  |
| 31  | Mexic     | A       | Daniel Arreola       |
| 34  | Mexic     | M       | Saúl García          |
| 54  | Mexic     | A       | Fausto Ruiz          |
| 58  | Mexic     | P       | Antonio Perez        |
| 63  | Brazilia  | A       | Lucas Silva          |

## Auckland City
Antrenor:   Paul Posa
| Nr. |               | Poziție | Jucător          |
| --- | ------------- | ------- | ---------------- |
| 1   | Noua Zeelandă | P       | Jacob Spoonley   |
| 3   | Noua Zeelandă | F       | Ian Hogg         |
| 4   | Noua Zeelandă | F       | Sam Campbell     |
| 5   | Noua Zeelandă | M       | Matt Williams    |
| 6   | Coreea de Sud | M       | Lee Ki-Hyung     |
| 7   | Noua Zeelandă | F       | James Pritchett  |
| 8   | Noua Zeelandă | M       | Chad Coombes     |
| 9   | Noua Zeelandă | A       | Paul Urlovic     |
| 10  | Africa de Sud | A       | Grant Young      |
| 11  | Croația       | A       | Daniel Koprivcic |
| 12  | Noua Zeelandă | P       | Simon Eaddy      |

| Nr. |               | Poziție | Jucător          |
| --- | ------------- | ------- | ---------------- |
| 13  | Noua Zeelandă | M       | Alex Feneridis   |
| 14  | Africa de Sud | A       | Keryn Jordan     |
| 15  | Noua Zeelandă | F       | Ivan Vicelich    |
| 16  | Noua Zeelandă | M       | Jason Hayne      |
| 17  | Noua Zeelandă | M       | Adam McGeorge    |
| 18  | Anglia        | P       | Paul Gothard     |
| 20  | Noua Zeelandă | F       | Greg Uhlmann     |
| 21  | Noua Zeelandă | F       | Riki Van Steeden |
| 22  | Anglia        | M       | Adam Dickinson   |
| 25  | Serbia        | M       | Milos Nikolic    |
| 28  | Noua Zeelandă | M       | Daniel Morgan    |

## Barcelona
Antrenor:  Josep Guardiola
| Nr. |           | Poziție | Jucător            |
| --- | --------- | ------- | ------------------ |
| 1   | Spania    | P       | Víctor Valdés      |
| 2   | Brazilia  | F       | Dani Alves         |
| 3   | Spania    | F       | Gerard Piqué       |
| 4   | Mexic     | F       | Rafael Márquez     |
| 5   | Spania    | F       | Carles Puyol       |
| 6   | Spania    | M       | Xavi               |
| 7   | Spania    | A       | Jeffrén            |
| 8   | Spania    | M       | Andrés Iniesta     |
| 9   | Suedia    | A       | Zlatan Ibrahimović |
| 10  | Argentina | A       | Lionel Messi       |
| 11  | Spania    | A       | Bojan              |
| 12  | Spania    | P       | Miño               |

| Nr. |                  | Poziție | Jucător            |
| --- | ---------------- | ------- | ------------------ |
| 13  | Spania           | P       | Pinto              |
| 14  | Franța           | A       | Thierry Henry      |
| 15  | Mali             | M       | Seydou Keita       |
| 16  | Spania           | M       | Sergio Busquets    |
| 17  | Spania           | A       | Pedro              |
| 18  | Argentina        | F       | Gabriel Milito     |
| 19  | Brazilia         | F       | Maxwell            |
| 20  | Mexic            | M       | Jonathan           |
| 21  | Ucraina          | F       | Dmytro Chygrynskiy |
| 22  | Franța           | F       | Éric Abidal        |
| 24  | Coasta de Fildeș | M       | Yaya Touré         |

## Estudiantes de La Plata
Antrenor:  Alejandro Sabella
| Nr. |           | Poziție | Jucător                  |
| --- | --------- | ------- | ------------------------ |
| 1   | Paraguay  | P       | Roberto Junior Fernández |
| 2   | Argentina | F       | Leandro Desábato         |
| 3   | Argentina | F       | Cristian Cellay          |
| 5   | Argentina | M       | Matías Sánchez           |
| 6   | Argentina | F       | Agustín Alayes           |
| 7   | Uruguay   | A       | Juan Manuel Salgueiro    |
| 8   | Argentina | M       | Enzo Pérez               |
| 10  | Argentina | M       | Marcelo Carrusca         |
| 11  | Argentina | M       | Juan Sebastián Verón     |
| 12  | Argentina | P       | César Taborda            |
| 13  | Uruguay   | F       | Juan Manuel Díaz         |

| Nr. |           | Poziție | Jucător            |
| --- | --------- | ------- | ------------------ |
| 16  | Argentina | F       | Germán Ré          |
| 17  | Argentina | A       | Mauro Boselli      |
| 18  | Argentina | M       | Maximiliano Núñez  |
| 20  | Argentina | A       | Leandro González   |
| 21  | Argentina | M       | Faustino Rojo      |
| 22  | Argentina | M       | Rodrigo Braña      |
| 23  | Argentina | M       | Leandro Benítez    |
| 25  | Argentina | P       | Damián Albil       |
| 26  | Argentina | M       | Juan Huerta        |
| 27  | Argentina | A       | Jeronimo Neumann   |
| 30  | Argentina | F       | Clemente Rodríguez |

## Pohang Steelers
Antrenor:  Sérgio Farias
| Nr. |               | Poziție | Jucător          |
| --- | ------------- | ------- | ---------------- |
| 1   | Coreea de Sud | P       | Shin Hwa-Yong    |
| 2   | Coreea de Sud | M       | Choi Hyo-Jin     |
| 3   | Coreea de Sud | F       | Cho Hong-Kyu     |
| 4   | Japonia       | F       | Kazunari Okayama |
| 5   | Coreea de Sud | M       | Kim Tae-Su       |
| 6   | Coreea de Sud | M       | Kim Gi-Dong      |
| 7   | Coreea de Sud | M       | Kim Jae-Sung     |
| 8   | Coreea de Sud | M       | Hwang Jin-Sung   |
| 10  | Brazilia      | A       | Denilson         |
| 11  | Coreea de Sud | A       | Kim Meung-Chung  |
| 12  | Coreea de Sud | M       | Park Hee-Chul    |

| Nr. |               | Poziție | Jucător        |
| --- | ------------- | ------- | -------------- |
| 13  | Coreea de Sud | M       | Go Seul-Ki     |
| 14  | Coreea de Sud | M       | Song Chang-Ho  |
| 15  | Coreea de Sud | F       | Hwang Jae-Won  |
| 16  | Coreea de Sud | M       | Kim Jung-Kyum  |
| 17  | Coreea de Sud | F       | Kim Hyung-Il   |
| 18  | Coreea de Sud | A       | Namgung Do     |
| 19  | Coreea de Sud | P       | Kim Dae-Ho     |
| 20  | Coreea de Sud | M       | Shin Hyung-Min |
| 21  | Coreea de Sud | P       | Song Dong-Jin  |
| 22  | Coreea de Sud | A       | No Byung-Jun   |
| 23  | Coreea de Sud | A       | Yoo Chang-Hyun |

## TP Mazembe
Antrenor:  Diego Garzitto
| Nr. |                           | Poziție | Jucător           |
| --- | ------------------------- | ------- | ----------------- |
| 1   | Republica Democrată Congo | P       | Muteba Kidiaba    |
| 3   | Republica Democrată Congo | F       | Kiritsho Kasusula |
| 4   | Republica Democrată Congo | F       | Miala Nkulukuta   |
| 5   | Republica Democrată Congo | F       | Tshani Mukinayi   |
| 6   | Republica Democrată Congo | A       | Déo Kanda A Mukok |
| 7   | Republica Democrată Congo | A       | Ndonga Mianga     |
| 8   | Republica Democrată Congo | A       | Trésor Mputu      |
| 11  | Republica Democrată Congo | A       | Milota Kabangu    |
| 12  | Republica Democrată Congo | F       | Bawaka Mabele     |
| 13  | Republica Democrată Congo | M       | Bedi Mbenza       |
| 15  | Republica Democrată Congo | A       | Dioko Kaluyituka  |

| Nr. |                           | Poziție | Jucător           |
| --- | ------------------------- | ------- | ----------------- |
| 16  | Republica Democrată Congo | F       | Ngoyi Mbomboko    |
| 17  | Republica Democrată Congo | M       | Kayembe Lufulwabo |
| 18  | Republica Democrată Congo | M       | Luyeye Mvete      |
| 20  | Republica Democrată Congo | M       | Mihayo Kazembe    |
| 21  | Republica Democrată Congo | P       | Aimé Bakula       |
| 22  | Republica Democrată Congo | P       | Ikamba Mpinu      |
| 23  | Republica Congo           | M       | Sita Milandou     |
| 24  | Camerun                   | A       | Narcisse Ekanga   |
| 27  | Republica Democrată Congo | A       | Kasongo Ngandu    |
| 28  | Republica Democrată Congo | F       | Tshizeu Kanymbo   |
| 30  | Republica Democrată Congo | F       | Lusadisu Basisila |